# Burqin
Burqin, tidigare stavat Puerhtsin, är ett härad som lyder under den autonoma prefekturen Altay i Xinjiang-regionen i nordvästra Kina. Det ligger omkring 510 kilometer norr om regionhuvudstaden Ürümqi.